# Cipriano Efisio Oppo
Cipriano Efisio Oppo (Roma, 2 luglio 1891 – Roma, 10 gennaio 1962) è stato un pittore, critico d'arte e politico italiano.

## Biografia

### Gli esordi
Cipriano Oppo si formò all'Accademia di Belle Arti di Roma. Iniziò la sua carriera come caricaturista per il giornale nazionalista L'Idea Nazionale. Dal 1910 si dedica alla pittura orientandosi verso i fauves, in particolare Henri Matisse. Nel 1913-14 partecipa alle esposizioni della Secessione Romana. In seguito si adeguò alla corrente della tradizione nazionale. Nel 1915 parte volontario per il fronte nella prima guerra mondiale. Nel 1916 è gravemente ferito durante un assalto alla baionetta verso una trincea austriaca.

### L'organizzatore culturale

Oppo alla Quadriennale di Roma esamina alcune opere

A partire dal primo Dopoguerra si dedica a un instancabile lavoro di organizzazione della vita culturale e artistica italiana. Oltre a essere un critico d'arte e cinematografico di qualità (scrive per L'Idea Nazionale e La Tribuna di Roma), la sua adesione al fascismo lo porta a farsi portavoce delle istanze artistiche nelle Istituzioni del regime. Nel 1926 partecipa alla XV Biennale di Venezia.
Nel 1929 diventa Deputato alla Camera per il PNF e, nel 1932, direttore artistico della Mostra della Rivoluzione Fascista. Viene quindi nominato Segretario del Direttorio Nazionale dei Sindacati delle Arti Plastiche e Segretario del Consiglio Superiore delle Belle Arti.
Ma, in questo campo, la sua opera più riuscita è la Quadriennale di Roma, che nasce da una sua idea e che guiderà, in veste di segretario generale, per le prime quattro edizioni, dal 1931 al 1943. Tra gli anni trenta e gli anni quaranta, ritiene di doversi astenere dall'attività espositiva in Italia, proprio a causa del suo ruolo politico-amministrativo nel campo dell'arte. Questo non gli impedisce di partecipare a numerose attività e mostre all'estero: nel 1931 è componente della giuria del Premio Carnegie a Pittsubrgh. Sempre negli Stati Uniti, tra il 1931 e il 1932 partecipa alla 'An Exhibition of Contemporary Italian Painting' al Baltimore Museum e al Syracuse Museum of Fine Arts. 
Espone, tra l'altro, ne L'art italien des XIX et XX siècles al Jeu de Paume di Parigi nel 1935, e alla World's Fair di New York del 1939.
Nel 1934 è riconfermato alla Camera e nel 1939 è consigliere nazionale della Camera dei fasci e delle corporazioni.
Con circa 50 rappresentazioni, è intensa in questo decennio la sua attività di scenografo per il Reale Teatro dell'Opera Roma, per il Maggio Musicale Fiorentino e la Scala di Milano. Con Sironi e Santagata affresca la Casa Madre dei Mutilati di Roma. Suoi sono gli affreschi della Cattedrale di Pomezia.
Nel 1937 entra a far parte della commissione incaricata per lo studio del piano regolatore dell'E42 di Roma, prima come Vice Commissario,poi come Commissario Aggiunto,  incarico che svolgerà assieme ai maggiori esponenti della corrente del razionalismo architettonico italiano come Marcello Piacentini, Luigi Piccinato, Ettore Rossi e Luigi Vietti. Nel 1941 è nominato Accademico d'Italia. Nel 1941 fonda e dirige, assieme a Gio' Ponti, la prima rivista internazionale italiana di alta moda, "Bellezza". Nel 1940 fu presente alla XXII Biennale di Venezia e nel 1942 fu chiamato a ricoprire la cattedra di pittura all'Accademia di Belle arti di Roma
Dopo l'armistizio di Cassibile aderirà alla Repubblica Sociale Italiana senza però ricoprirvi alcun incarico politico, ma insegnò all'Accademia di Venezia.
Arrestato a Venezia nell'aprile del 1945, viene salvato dal suo ex allievo all'Accademia di Belle Arti, Afro Basaldella, vicecomandante di una brigata partigiana che lo porta in salvo a Roma.

### Il secondo Dopoguerra
Si riterrà libero di tornare alla Quadriennale come artista, nella V e VI edizione, rispettivamente del 1948 e 1951. Nel 1949-1950, aderisce all'importante progetto della collezione Verzocchi, sul tema del lavoro, inviando, oltre a un autoritratto, l'opera La fiorista. Nel 1960 è nominato Accademico di San Luca. 

## Opere
Tra le opere di Oppo presenti in musei ed istituzioni internazionali troviamo: 
- Ritratto della fidanzata (Roma, Galleria Nazionale d'Arte Moderna)
- I Saltimbanchi (Roma, Galleria Nazionale d'Arte Moderna)
- Donna toscana (Roma, Galleria Nazionale d'Arte Moderna)
- Ritratto di Rosso di San Secondo (Rovereto, MART)
- Scherzo (Roma, Galleria d'Arte Moderna di Roma Capitale)
- Eugenia in grigio (Torino, Galleria d'arte moderna)
- Ritratto femminile (Cagliari, Galleria Comunale)
- Autoritratto (Cagliari, Collezione sarda Luigi Piloni, Università degli Studi di Cagliari)
- La fiorista (Forlì, Pinacoteca Civica)
- Eugenia con il vestito a fiorellini (Parigi, Musèe National d'Art Moderne, Centre Pompidou)
- Ritratto della figlia Eugenia (Lubiana, Galleria Nazionale Slovena)
- Luciano con la tank (Miami, Collezione Wolfson)
- Ritratto del padre (Lima, Museu de Arte Italiana)
- Dipinti, disegni e altre opere sono conservate presso la Fondazione Oppo, Roma